# Saint-Paul-et-Valmalle
 Saint-Paul-et-Valmalle ist eine französische Gemeinde mit 1367 Einwohnern (Stand 1. Januar 2022) im Département Hérault in der Region Okzitanien. Sie gehört zum Kanton Gignac im Arrondissement Lodève.

## Geographie
Im Gemeindegebiet von Saint-Paul-et-Valmalle entspringt der Fluss Mosson unter dem Namen Ruisseau des Mages.
Die Autoroute A750 verläuft am nördlichen Ortsrand.

## Bevölkerungsentwicklung
| Jahr                       | 1962 | 1968 | 1975 | 1982 | 1990 | 1999 | 2010 | 2017 |
| Einwohner                  | 267  | 272  | 315  | 385  | 593  | 754  | 1020 | 1124 |
| Quellen: Cassini und INSEE |      |      |      |      |      |      |      |      |